# 詹姆斯·麦卡锡
占士·麥卡菲（英語：James McCarthy，1990年11月12日—），出生於蘇格蘭格拉斯哥，但選擇代表愛爾蘭的足球運動員，司職中場。現效力于蘇超球隊些路迪。

## 球員生涯

### 球會

#### 韋根
2009年7月16日，蘇超球隊咸美頓接受了英超球隊韋根對麥卡菲的一份報價。5天後，麥卡菲正式轉會至韋根，簽署了一份5年的合約，估計轉會費接近一百二十萬英鎊。8月22日，麥卡菲在對陣曼聯的一場聯賽，在74分鐘後備上陣，是他轉會至韋根後首場正式比賽，該場比賽韋根最終0-5負於曼聯。

#### 愛華頓
2013年9月3日，英超球隊愛華頓宣佈以1.300萬英鎊從英冠球隊韋根簽入麥卡菲，並簽了一份長期合約，但韋根稱轉會費為高達1,500萬英鎊。

### 國家隊
2010年2月，麦卡锡首次被召入爱尔兰国家足球队，参加与巴西的友谊赛。

## 榮譽
漢密爾頓學院
- 蘇格蘭足球甲級聯賽冠軍 : 2007-08[4]

韋根
- 英格蘭足總盃冠軍 : 2012-13

些路迪
- 蘇格蘭足球超級聯賽冠軍 : 2021–22[5]
- 蘇格蘭聯賽盃冠軍 : 2021–22

## 外部連結
- 足球数据库：詹姆斯·麦卡锡的球员统计数据 （英文）
- 占士·麥卡菲於愛華頓官網簡歷
- 占士·麥卡菲於愛爾蘭足總官網簡歷